# Aline Rocha
Aline Rocha (Pinhão, 20 de fevereiro de 1991) é uma atleta e esquiadora paralímpica brasileira. Ela representou o Brasil nos Jogos Paralímpicos de Verão de 2016 e nos Jogos Paralímpicos de Inverno de 2018, se tornando a primeira brasileira a disputar os Jogos Paralímpicos de Inverno, bem como a primeira brasileira a participar de ambas as edições paralímpicas de verão e inverno.

## Acidente automobilístico e início da carreira paralímpica
Nascida em Pinhão mas criada em Campos Novos, Aline se envolveu em um acidente automobilístico aos 15 anos em Santa Catarina. Viajando no banco de trás, o carro conduzido por seu irmão se colidiu frontalmente com outro veículo que vinha na direção contrária, e a força da colisão quebrou o banco traseiro e fraturou a terceira vértebra lombar (L4), causando paraplegia nos membros inferiores. Após o acidente, Aline iniciou sua reabilitação no Centro Sara Kubitschek em Brasília e quatro anos depois iniciou na prática do esporte em uma associação esportiva para pessoas com deficiência em Joaçaba, onde passou a ser treinada por Fernando Orso, com quem viria a casar anos depois. Posteriormente ela se especializou em provas de meio fundo e fundo, batendo recordes nacionais e se sagrando tetracampeã da prova de cadeirantes da Corrida de São Silvestre.

## Jogos Paralímpicos de Verão de 2016
Aline conquistou índice para cinco provas paralímpicas do atletismo nos Jogos Paralímpicos de Verão de 2016 na classe T54, vindo a optar pela inscrição em três provas: 1500 metros, 5000 metros e maratona, declinando da participação nos 100 metros e 200 metros. Na competição Aline conquistou a nona colocação nos 1500 metros e a décima colocação na maratona, não disputando a medalha apenas nos 5000 metros, prova que ela não se classificou à final.

## 2017
Em 2017, recebeu o troféu de melhor atleta da categoria esportes na neve, durante cerimônia do Prêmio Paralímpicos 2017.

## Jogos Paralímpicos de Inverno de 2018
Inspirada por Tatyana McFadden, Aline Rocha iniciou também na prática do esqui cross-country paralímpico, com o objetivo de se qualificar para os Jogos Paralímpicos de Inverno de 2018 em Pyeongchang, na Coreia do Sul, participando de provas oficiais já em janeiro de 2017. No fim de 2017, Aline recebeu o Prêmio Paralímpicos 2017 como melhor atleta dos esportes de neve. Dias depois, Aline atingiu os índices necessários para qualificação aos Jogos Paralímpicos e foi a primeira atleta confirmada na delegação brasileira, após apenas um ano na prática do esporte. Em 8 de março, no âmbito das comemorações do Dia Internacional da Mulher, Aline foi escolhida como porta-bandeira da delegação brasileira na Cerimônia de Abertura dos Jogos Paralímpicos de Inverno de 2018.
Na competição, Aline participou de três provas individuais e uma de revezamento com o esquiador Cristian Ribera. Obteve seus melhores resultados nos 5 km e no revezamento 4x2,5 km, com a 12ª colocação em ambas as provas. Competiu também na prova de velocidade 1,1 km e nos 12 km, provas em que ficou nas 22º e 12º colocações, respectivamente.